# صدام حسين (لاعب كرة قدم)
صدام حسين (10 أبريل 1993 في باكستان) هو لاعب كرة قدم باكستاني في مركز الوسط. شارك مع منتخب باكستان لكرة القدم. أما مع النوادي، فقد لعب مع نادي دوردوي بيشكك ونادي كي أر إل وPakistan International Airlines FC ‏.

## وصلات خارجية
- صدام حسين على موقع قاعدة بيانات كرة القدم.إي يو (الإنجليزية)
- صدام حسين على موقع ناشيونال فوتبول تيمز (الإنجليزية)
- صدام حسين على موقع Soccerway.com (الإنجليزية)
- صدام حسين على موقع GSA (الإنجليزية)